# Crnići (Kreševo)
Pour les articles homonymes, voir Crnići.
Crnići (en cyrillique : Црнићи) est un village de Bosnie-Herzégovine. Il est situé dans la municipalité de Kreševo, dans le canton de Bosnie centrale et dans la fédération de Bosnie-et-Herzégovine. Selon les premiers résultats du recensement bosnien de 2013, il compte 338 habitants.

## Histoire
Sur le territoire du village se trouve la nécropole de Kose qui abrite 26 stećci, un type particulier de tombes médiévales ; cet ensemble est inscrit sur liste des monuments nationaux de Bosnie-Herzégovine.

## Démographie

### Évolution historique de la population
| 1948 | 1953 | 1961 | 1971 | 1981 | 1991 | 2013 |
| ---- | ---- | ---- | ---- | ---- | ---- | ---- |
| -    | -    | 563  | 576  | 537  | 465  | 338  |

|  |

### Communauté locale
En 1991, la communauté locale de Crnići comptait 1 383 habitants, répartis de la manière suivante :